# Цуркан, Кирилл Иванович
Кирилл Иванович Цуркан — советский хозяйственный, государственный и политический деятель.

## Биография
Родился в 1900 году в селе Плоть. Член КПСС с 1939 года.
С 1921 года — на хозяйственной, общественной и политической работе. В 1921—1959 гг. — подсобный рабочий, на ответственных должностях на Тираспольском консервном заводе имени 1-го Мая, заместитель председателя Совета Народных Комиссаров Молдавской ССР, постоянный представитель Молдавской ССР при Совнаркоме СССР, в Украинском штабе партизанского движения, министр пищевой промышленности Молдавской ССР, заместитель председателя Совета народного хозяйства Молдавской ССР.
Избирался депутатом Верховного Совета СССР 4-го созыва.
Умер в Кишинёве в 1978 году.